# Minimum solar

Corelaţia dintre radiaţie, numărul petelor solare, erupţiile solare şi radiaţia din banda de 10,7 cm.

Numărul petelor solare în ultimii 400 de ani.

Perioada de minimum solar este perioada cu cele mai puține activități solare în ciclul solar al stelei noastre. În acest timp, activitatea petelor solare și erupțiilor solare se diminuează și, adesea, zile întregi nu se înregistrează astfel de evenimente. Data de minimum solar este descrisă ca o medie rotunjită la fiecare 12 luni de activitate a petelor solare. Minimum solar este în contrast cu maximum solar, când pot exista sute de pete solare. 